# Obraz Matki Bożej Tuchowskiej
Obraz Matki Bożej Tuchowskiej – łaskami słynący obraz Matki Bożej z Dzieciątkiem, znajdujący się w bazylice Nawiedzenia Najświętszej Maryi Panny w Tuchowie.
Obraz wzorowany na obrazie Matki Boskiej Czortkowskiej sprowadzono do Tuchowa ok. połowy XVI wieku. Pochodzi on z lat 1530–1540 z polskiej szkoły malarskiej Mistrza z Bodzentyna. Namalowany jest na desce lipowej o wymiarach 58,2 na 44 cm, tłustą temperą na zaprawie kredowej, techniką typową dla renesansu.
Pierwsza wzmianka o łaskach, jakie otrzymali modlący się tutaj wierni, pochodzi z 1597 r. Od tego momentu do Tuchowa zaczęli przybywać liczni pielgrzymi nie tylko z Polski. W związku z rozwojem ruchu pielgrzymkowego biskup krakowski Tomasz Oborski powołał komisję, która w 1642 roku wydała orzeczenie o cudowności miejsca i obrazu.
Obraz został koronowany 2 października 1904 roku przez biskupa tarnowskiego Leona Wałęgę.
Obecnie obrazu nie zdejmuje się z ołtarza, chyba że do konserwacji i gdy zagraża jakieś niebezpieczeństwo. Wyniesiono go również bardzo uroczyście do kaplicy polowej, podczas dnia milenijnego 10 lipca 1966 roku. Wtedy to celebrował przed nim uroczystą sumę i przemawiał do 30 tysięcy ludzi, ks. arcybiskup metropolita krakowski Karol Wojtyła.

## Kopie obrazu
Kopia obrazu Matki Boskiej Tuchowskiej zdobi wnętrze kościoła w Cieślach koło Oleśnicy. Obraz został przywieziony w 1945 r. przez osadników z Małopolski.
Kolejny, podobny do oryginału obraz znajduje się też w Parafii Narodzenia Najświętszej Maryi Panny w Szynwałdzie w pobliżu Grudziądza. Czczony jest on tam od XVII wieku.